# كروش (فلم 2022)
كروش (بالإنجليزية: Crush) هو فيلم أمريكي لعام 2022، من إخراج سامي كوهين، وسيناريو كيرستن كينج وكيسي راكهام، من بطولة روان بلانشردوأولي كرافايو، تم إصداره على هولو في 29 أبريل 2022.

## روابط خارجية
- مقالات تستعمل روابط فنية بلا صلة مع ويكي بيانات